# Meioneta dentifera
Meioneta dentifera là một loài nhện trong họ Linyphiidae.
Loài này thuộc chi Meioneta. Meioneta dentifera được George Hazelwood Locket miêu tả năm 1968.